# 异度侵入 ID:INVADED
是由青木英监督、推理作家舞城王太郎负责系列构成与剧本、NAZ动画公司制作的日本原創电视动画作品。该作于2013年筹备、2018年制作、2019年9月4日小玉有起宣布动画改编成同名漫画、2020年1月5日在TOKYO MX等上播放。

## 制作方面
导演是由“Fate/Zero”、“ALDNOAH.ZERO”而为人所知的青木英担任，负责系列构成和剧本的是因“迪斯科侦探星期三”、“九十九十九”而为人所知的推理作家舞城王太郎。
2015年12月制作团队向舞城提交了本作的企划邀请，2017年进行了角色设计。在企划初期阶段，以《ALIEN THURSDAYYY》为标题，讲述了“星期四的侦探”使用“木星Z”的系统，进入对犯人的杀意世界。

## 劇情簡介
故事发生在持续发生大规模杀人和猎奇杀人的社会中，其中调查组织“藏（也譯作倉）”用着从罪犯的杀意（思想粒子）构筑的无意识世界（杀意世界）的系统（罔象女）与鸣瓢秋人在“井”中的身份名侦探·酒井户，协助通过揭开井的奥秘来帮助追查追捕杀人魔的罪犯行踪，其中几个杀人魔的井中出现了同样面貌的以约翰·沃克为命名的人影。
里面的调查人员有能力进入杀手的潜意识，看到他们精神的碎片，而井是一种可以通过数字输入来收集有关杀手的受害者、犯罪现场甚至动机的线索的心理平面，当一个人通过“井”时，他们的视线和行动就像真实世界中的数字投影，供调查人员实时分析。
由于人的无意识思维很少被组织起来，井内的一切都呈现出破碎或象征性的状态，包括人和地点，只能由调查井内的人暂时拼凑在一起。此外，井只能由其他杀手进入。
虽然在井中受伤或死亡是可能的，但“名侦探”可以被移除并重新注入井中，尽管之前在井中的记忆将会消失。现场分析人员使用一种名为“稚产灵”的工具协助井调查人员，这是一种探测和收集细微的“思想粒子”的手持雷达枪，它是由一个人的杀人意图发出的。
扫描程序可以收集特定罪犯的杀人意图，并将这些信息添加到他们的井中。这有助于充实杀手的身份，以便进行更彻底的调查。此外，在井中遇到的受害者的记忆也可以为环境增加重要的信息。
在一切事情发生的两年前，鸣瓢秋人的女儿椋被一名连环杀手残忍杀害，导致鸣瓢的妻子自杀。这些死亡促使他追捕并杀害了凶手，使他被判入狱。
后来他的任务是潜入各种连环杀手的井，期间他仍然为妻子和女儿的死亡感到沮丧和困扰，但他也以此为动力，认真对待自己的工作，帮助拯救其他连环杀手受害者。然而，鸣瓢分析杀手的心理弱点的能力也导致了多个连环杀手在监狱期间自杀，调查小组对此很警惕。然而，尽管如此，这表明大多数鳴瓢的同事都非常尊重他的工作。
另一边，在现实世界中追捕犯罪分子的新手现场外务分析官本堂町成为一个重要的人物，利用不顾自己的行动能力和洞察力，成功抓住了犯罪分子。但是，由于他在“挖墓”事件中表现出了自杀与杀人行为，因此被推荐转向了名侦探。井端从约翰·沃克监视杀人魔的痕迹中，寻找起藏成立以前的“单挑”事件的线索，让在事件中的杀死了杀人犯单挑，并产生了让本堂町潜入的井。井中还有个井，里面有一个叫飞鸟井木记的，亦是百贵救出并调查下落的杀人犯单挑的最后的受害者。

## 登场人物

### 主要人物
名偵探·酒井戶／鳴瓢秋人（聲：津田健次郎）
名偵探·酒井戶
鳴瓢秋人在井中的人格，经常解开自称其为“佳爱琉”的少女的死亡之谜。
进入井中後，當發現佳爱琉後，便會想起自己是「名侦探·酒井戶」。是一個比本来的鳴瓢還要年轻的青年。围着长长的围巾，具有冷静且我行我素的性格。比起現實中的鳴瓢還要善良許多，會为了帮助陷入困境的人而行动。
虽然对自己完全不记得的异常状况感到困惑，稱呼佳爱琉为。虽然已经死了好几次，但仍然分析事态，为了解开“佳爱琉”的死亡之谜进行推理。
为了拯救在“雷鸣世界”中掉进“井中井”的聖井戶御代，和穴井户一起进入了“沙漠世界”。在那里自己也進入了“井中井”。回归后，與穴井户一起搜索聖井戶御代，其後通过推理能力和对佳爱琉的信赖，实现了从井中风暴的井内部逃脱。
鸣瓢秋人
“罔象女”的操作员。名侦探·酒井戶在現實的人格。
为了调查连环杀人案，作为“名侦探”协助“倉（蔵）”的原杀人犯与刑警。这位留着胡子的男人。身上总是裹挟着一种忧郁的气氛。
三年前，他的女儿椋遭到连环杀人犯“單挑”的暴行而被杀害，妻子也因為失去女兒的悲痛而自殺。在失去親人的痛苦與憤怒下，為報仇而一人前去殺死“单挑”，最終作為殺人犯被收监。牢房床附近的墙面上贴着大量的全家福。
他通过潜入他人的井中掌握对象的精神面貌，并通过心理诱导和说话技巧使对方自杀的教唆犯。不是因为憎恨和正义感，而是因为不断涌现的杀意和“我能做到”的感觉，成為專殺連續殺人魔的的殺人魔。已在倉中誘使四人自殺，後又再度逼死「焰火師」冬川浩二。
对在井内遇到的“佳爱琉”已如同女兒般看待，离开井后也很在意。
在“井中井”中与木记相遇，并知道了其中的秘密。他让出入木记梦境的杀人魔们像现实世界一样自杀，逐渐接近约翰•沃克的真相，但他希望與自己的家人留在“井中井”的世界。但是在井中的過了两年的時間後，遇到了正在搜查富久田的小春，认识到自己還是活在親人已故的现实后，做好與親人訣別的覺悟，決意繼續找尋约翰·沃克的線索後回歸現實。在被穴井戶带回“沙漠世界”前，把约翰·沃克的搜查和笔记托付给小春。
雷鳴世界
鳴瓢的井為一個一定规律发生闪电的世界，地板由數之不盡的數字石板所鋪成。
井中的居民在閃電下四處逃竄，井中有一個屬於罔象女系統的操作倉，
佳愛琉被閃電打中而死，而到此的名偵探卻不知為何與她被鎖在了一起。
沙漠世界
鳴瓢在殺害煙火師時產生的井，井是一整片荒涼的沙漠
井中出現鳴瓢的屍體被掩埋在荒漠中，井中有一個屬於罔象女系統的操作倉，
佳愛琉在荒漠中身亡而來到此的名偵探不知為何與她綁在一起。
名偵探·穴井戶／富久田保津（聲：竹內良太）
名偵探·穴井戶
富久田保津在井中的人格，當發現佳爱琉後，便會想起自己是「名侦探·穴井戶」，然後解决佳爱琉的死亡之谜。能够在困惑于失忆的异常情况同时分析事态并开始推理。
與現實中的富久田樣貌的差別在於頭上沒有開洞，比起現實中富久田病態的殺人性格，也顯得更友善更平易近人。
最喜歡的數字是3，而穴井戶的服裝也是以3為基礎做裝扮的，例如他每個食指上都有三個戒指，他的襯衫和夾克袖子上有三個袖口。
富久田保津

名偵探·聖井戶御代／本堂町小春（聲：M.A.O）
名偵探·聖井戶御代
本堂町小春在井中的人格，与另外两名进入井中的操作员不同的是能够知道自己的全名，當發現佳爱琉後，便會想起自己是「名侦探·聖井戶御代」。称佳爱琉
外观和小春差不多。頭上戴著侦探模样的帽子和穿著像是大衣的斗篷，斗篷下則穿着暴露程度高的衣服。
虽然与酒井戶相比感情起伏较大，但展现出了与他比肩的明晰的推理能力，也具备了本来小春一样高的行动力。
另一方面，对于人的生命，却表现出了干涩的一面。在首次进入秋人的“雷鸣世界”中发现了与飞鸟井的“井”相关联的罔象女系统，后被又进入“井中井”。
本堂町小春
原是與松冈黑龙一起外出執勤的外務分析官，现已成为“罔象女”的操作员。
外表活潑，性格卻十分極端。為了讓開洞屈服，不惜主動伸出頭讓電鑽鑽入。也讓自己產生對自己的殺意粒子，形成自己的「井」。
之後刺殺數田遙時，露出莫名的微笑。被松岡認定具有殺人犯的人格,決定幫她請調至井端當「名偵探」，遠離自己的同伴。
碎片世界 Ⅱ
因本堂町將自己的頭撞入富久田手持之電鑽而產生的井，目的是為了記錄了她的自殺意圖來給予倉她所在的地點。
這個井由不平的荒蕪荒地組成，濃霧密布，天空陰沉。最引人注目的是大型鑽機從天上掉下來並鑽入地下。
在這口井中，佳爱琉吊死在一棵樹上，她的鞋子整齊地擺在她面前，鞋子上有份遺書表明她是因自殺而死的。
佳愛琉／飛鳥井木記（聲：宮本侑芽）
佳愛琉
名侦探在井中会遇到的死去的女孩。解開她的死亡之謎能夠促使倉組織得以在現實中發現連續殺人犯的身份和動機。
有著長長的黑髮和綠色的眼睛。穿著樸素的長無袖連衣裙。由於佳愛琉總是在名偵探到來前死亡，因此她的個性未知。
為「罔象女」系統的一部份。名字谐音“蛙”，作者称取“井底之蛙”意，亦也有实验品的意思。平假名かえる有改變（変える）、回去（帰る）等意思。
其真實身分為飛鳥井木記在井中世界的人格。
飛鳥井木記（聲：宮本侑芽）
单挑案的受害者之一，在鸣瓢殺害單挑後由百貴救出。在入院后被倉組織上層綁架。成為“罔象女”系統的核心。
於動畫第三話中夢裡以佳愛琉的身分與鸣瓢秋人對話。正式登場於動畫第九話。在动画的現實世界，飛鳥井木記被困於仓裡。

### 仓
早瀬浦宅彦（聲：村治学）
“仓”的局長。
後被小春揭露正是一系列連環殺人犯的煽動犯意者，一切凶殺案的源頭。利用職務之便，暗中利用正在開發中的「罔象女」犯案：在潛意識世界「井」中化身成「名偵探.裏井戶」（即約翰‧沃克），教唆多名人士在夢中對「罔象女」核心飛鳥井木記施暴甚至殺害，造成飛鳥井精神嚴重受創。而這些人之後皆成為手段兇殘之連續殺人犯。
確實希望罔象女能抓到殺人犯，但對自己蓄意煽動數名殺人犯的行徑卻毫無悔意。不過其中有對鳴飄道歉，代表鳴飄所遇到的事並非完全出自他本意。
被揭穿身分後馬上切斷供電，讓倉陷入混亂。並喚醒釋放一直在倉中沉睡的飛鳥井，試圖讓整個倉都化作罔象女。後被鳴飄等人圍困在操控倉，表明自身想法後開槍自盡，意圖讓自己化身「裏井戶」永遠活在共通的潛意識世界「井」中，繼續潛意識「殺人」。在「井」中酒井戶等人與裏井戶展開追逐戰最後在富久田保津的「井」中，在認知是「椅子」情形下坐上操作艙，被鳴飄強行排出至自盡之前，而被「井中井」的鳴飄制伏。

#### 井端
百貴船太郎（聲：细谷佳正）
搜查连续杀人犯的特殊组织“井端”的室长。负责指挥井端的工作人员。是鸣瓢秋人曾经的同事。
東鄉紗利奈（聲：布萊德庫特·莎拉·惠美）
井端的室長助理，辅助百贵船太郎。
白岳仙之介（聲：近藤隆）
井端的工作人员之一，主要负责分析井内的场所与时代。
羽二重正宗（聲：岩濑周平）
井端的工作人员之一，主要负责解析人物。
若鹿一雄（聲：榎木淳弥）
井端的工作人员之一，主要负责推理井中信息。
国府司郎（聲：加藤涉）
井端的工作人员之一，主要是支援东乡紗利奈。

#### 外務分析官
西村月丸（聲：落合福嗣）
外務分析官，使用稚产灵检测杀意。在搜查罪犯掘墓者时误入圈套殉职。
松岡黑龍（聲：西凜太朗）
與本堂町小春一起外出執勤的外務分析官。

### 連續殺人案
裂胯
剝面
拔舌
掘墓者
井波七星（聲：佐仓绫音）
掘墓者主謀，喜歡使用「網上直播」讓一般人目睹被害人的慘況。
圓環世界
這個井是由一台首尾相连的环形列車所組成的世界，此列車為井波七星的母親自殺的那班列車，
井波七星與數田遙也在該列車上作為一組想要保持距離的戀人而存在。John Walker則在列車外默默地看著這一切。
佳愛琉死於某節列車中，殺手的腳印則繞了整部列車一圈回到了佳愛留的死亡之處。
數田遙（聲：小林親弘）
開洞的受害者，掘墓者的行凶人，潜意识中爱意与杀意產生混亂因此行兇時不會產生殺意。
墜落世界
這個井為一個坐落在廣闊廣闊的天空中的雲層之上的浮動房屋與花園所構成的世界，其中住著一位臉部不停變形的少女。
在此世界的底部，John Walker正與數田遙進行戰鬥。
佳愛琉在此世界中被刺死，血跡卻像毯子一樣漂浮到了空中，將少女給保護了起來。
大野源平（聲：蓮岳大）
殺害菊池桂子的掘墓者模仿犯。
火海大樓
這個井是由兩個深陷火災巨大的平行公寓大樓組成的世界，在陰暗的天空中，連接兩個大樓的是無數的長條水泥柱
兩棟大樓本身不停地重組長高，內部的房間總是不穩定的發生爆炸
佳愛琉被燒死在別處，之後被運到了其中一個房間
菊池桂子（聲：日笠陽子）
掘墓者模仿犯一案的受害者。女高中生。存在於大野源平的井內。
撕臂
開洞
富久田保津（聲：竹内良太）
连环杀手。因犯罪的特征是给受害者的头部开洞，故被称为“开洞”。是头上有一个洞，脸右侧严重受损的神秘男子。被尝试投入井中后，由于求生欲不强会很快死亡，在井中时自称穴井户。
碎片世界
富久田的井是由被分割成數不清的碎片的廣闊郊區所組成的世界，所有碎片都漂浮在無盡的白色空隙中。但是，仍然存在著地心引力。
圍繞ID井漂浮的各種零件都可以重新組裝。這樣做會留下很大的空白，這些空白會拼出對富久田有重要意義的字眼，例如他正在看的商店的名稱，甚至會顯現他從中看到的觀點。
其中的居民跟碎片世界本身一樣，身體呈現著破碎的樣貌，John Walker在其中則是被所有人畏懼的存在。
佳愛琉因為胸部刺傷而死亡，但是井中的富久田保津躲在她的屍體中使其呈現完整的樣貌。
小原健太（聲：小林直人）
開洞案受害者
高田航（聲：蓮岳大）
開洞案受害者
今西荣子（聲：西村野步子）
開洞案受害者
藤田義人（聲：森秀太）
開洞案受害者
西村真佐美（聲：伊藤亚祐美）
開洞案受害者
数田遥（聲：小林親弘）
開洞案受害者
大貫裕司（聲：大河元气）
開洞案受害者
單挑
勝山傳心（聲：杉田智和）
连环杀手。會逼迫被害人與自己對戰並將對方毆打致死。
焰火師
冬川浩二（聲：平川大輔）
以爆破來殺害大量被害人，在監禁期間被鸣瓢秋人誘導自殺。
是動畫中唯一沒受到約翰·沃克教唆或影響的連續殺人犯。
瀑布世界
井本身由一個巨大的旋轉石柱組成，四周環繞著巨大的瀑布。瀑布的頂部是一束太陽，它提供了恆定的光源。
一名狙擊手躲在瀑布的某個地方，他會慢慢殺死其中的所有七十五人，
唯佳愛琉永遠是第一個被殺害的人，儘管她試圖指出殺手的所在方位。
約翰·沃克（John Walker）
被称作“连续杀人犯制造者”，為故事中的主要反派，经常以神秘的，扭曲的绅士模样出现在多个连环杀手的“井”中。但从不说话。
他穿着一件红色的长外衣，戴着一顶金色的大礼帽，脚上穿着棕色的靴子，打着黑色的领结，認為殺人是一件好玩的事，以至於發現自己正是殺害佳愛留之人的時候居然大笑以對。
早瀬浦局长則推断他可能是一个连环杀手的创造者，东乡推断他在某种程度上助长了连环杀手杀人的欲望。他在无意识世界中的出现已经使至少5人成为连环杀手，导致至少44起谋杀案。
其真實姓名為名偵探.裏井戶，是早瀬浦宅彦在井中的人格。

### 其他人物
鳴瓢椋（声：島袋美由利）
鸣瓢秋人的女儿。三年前被“单挑”虐杀。
鳴瓢綾子（声：遠藤綾）
鸣瓢秋人的妻子。三年前受女儿被害刺激自杀。
白駒二四男（声：飞田展男）
罔象女的开发者。曾下落不明，后来於百貴船太郎家发现了已经化为白骨的遗体。

### 漫画中出场人物
福千
新入职的外务分析官，是小春的后辈。
S
连续杀人犯，他的井是暴走高速的世界。

## 用語
仓
通過罔象女打開井來破案的機構。
罔象女
罔象女是“仓”持有的感知罪犯杀意的系统。通过移动终端稚产灵检测并收集漂浮的思想粒子。
从收集到的信息中生成对象的井，并将操作员通过操作舱投入井中，来追踪、观测其位置信息。
目前即使是运用该系统的组织也不清楚其详细的原理、规则。也禁止相關人員進一步去了解這套國防機密的事。
罔象女這個名字為引用日本神話中關於水井、灌溉、水源的女神。稚产灵 則是掌管蚕桑，五谷的神。
思想粒子
人的杀意會轉化成思想粒子，殘留在空氣中，並能給罔象女偵測，開展井。
井（日语：、ID）
与ID、异土（异界之土）发音均为“ido”。以思念粒子束为基础，通过罔象女构筑的连续杀人魔杀人冲动的潜意识世界，所以又稱為殺意的世界。可以透過掃描不同時刻的思想粒子來進行更新。
每個井中都存在佳愛琉，佳愛琉通常會在名偵探到來前死亡，解開佳愛琉的死亡謎團可以帮助理解現實世界中的殺人凶手身分與行凶手法。
每個人的井就像身份ID一樣是獨一無二的。只有杀人犯（名侦探）才能进入井。
名侦探
當操作员進入井中後，受到罔象女系統影響而成為的角色。其視覺會連接到外界進行記錄和分析。
由於罔象女系統的安全機制，進入井中的名偵探會被刪除現實中的記憶與精神創傷，並被給予解開佳愛留死亡之謎的目的。
儘管這個安全機制在某些情況下會因為大規模的腦部傷害而失效。
通常來說名偵探的樣貌會變成現實本人的理想模樣，精神上則因記憶的刪除而缺乏現實生活中的情感創傷。
要成為一個名偵探，需要遵循以下三個標準：
1. 具有良好的演繹推理能力。
2. 曾經進行過謀殺或自殺。
3. 渴望殺人。

到目前为止所有名侦探的名字都包含“井”。
Dogma和井中風暴
當操作員進入自己的井並恢復記憶時，意識與潛意識混雜在一起從而讓操作員迷失自我，也因此禁止操作員進入自己的井。
「井中井」
「雷鸣世界」，「沙漠世界」（沙漠世界是沙漠化的雷鸣世界）存在的可以从井中进入的井。
井中井的井的主人是「飞鸟井木记」。与之前提到的“井”不一样，裡面的環境與现实世界相似。没有“名侦探”的存在、也没有佳爱琉的存在。
进去井中井的“名侦探”會恢復现实中的记忆與身份。如同衣服從正面翻到反面，然後又從反面翻了回來一樣。

## 电视动画

### 制作人员
- 原作：The Detectives United[5]
- 監督：青木英[4]
- 副監督：久保田雄大[4]
- 系列構成、脚本：舞城王太郎[4]
- 人物原案：小玉有起[4]
- 人物設計、總作画監督：碇谷敦[4]
- 主要動畫師：又賀大介[4]
- 動畫師：清水慶太[4]、浅利步惟[4]、豆塚あす香[4]、井川典惠[4]、河合桃子[4]、松原豐[4]
- Flop設計：曾野由大、碇谷敦、浅利步惟、鈴木勘太
- 美術設計：曾野由大[4]、鈴木勘太
- 美術監督：三宅昌和[4]
- 色彩設計：千葉繪美[4]、小宮ひかり（輔助）[4]
- 圖像工作：大竹俊介[4]
- 撮影監督：久野利和[4]、高木翼（輔助）[4]
- CG指導：川原祐介[4]、福永誠二[4]、三田邦彦[4]
- 編輯：右山章太[4]
- 線上編輯：柴田香澄[4]
- 音響監督：小泉紀介[4]
- 音響效果：勝俣まさとし[4]
- 音樂：U/S（梅堀淳、Slavek Kowalewski）[1]
- 製作人：金丸裕、石上丈太郎、Adam Zehner、須田泰雄、中東豐和、大和田智之、尾形光廣
- 動畫製作：NAZ[4]
- 製作、著作：ID:INVADED Society[4]

### 主题曲
片頭曲
（Mr. Fixer）
作詞：Sou、RUCCA，作曲、編曲：神谷志龍，主唱：Sou
片尾曲
《Other Side》
主唱：MIYAVI
插入曲
《UP》（第1話）
主唱：MIYAVI
《Samurai 45》（第4話）
主唱：MIYAVI
《Eternal Rail》（第6话）
主唱：劍持英郁（星期三的康帕内拉）
《Revenge》（第9话）
主唱：Kazuya Nagami
《Memories of Love》（第10话）
主唱：Hiroshi Suenami & soundbreakers
《Butterfly》（第12话）
主唱：MIYAVI

### 各话列表
| 話數    | 日文標題 | 中文標題               | 副标题                                                                                            | 编剧       | 分鏡       | 演出                 | 作畫監督                                          |
| ------- | -------- | ---------------------- | ------------------------------------------------------------------------------------------------- | ---------- | ---------- | -------------------- | ------------------------------------------------- |
| FILE:01 |          | JIGSAWED 碎片世界      | Is it ridiculous to believe that I have been given a certain role to play in this world?          | 舞城王太郎 | 青木英     | 青木英               | 碇谷敦                                            |
| FILE:02 |          | JIGSAWED Ⅱ 碎片世界    | Wind comes in this hole and goes out of the other, and it makes the world a little bit clearer.   | 舞城王太郎 | 久保田雄大 | 久保田雄大           | 浅利步惟                                          |
| FILE:03 |          | SNIPED 瀑布世界        | You were stunned and moved by the dreadful beauty of hell, weren't you?                           | 舞城王太郎 | 又賀大介   | 又賀大介             | 清水慶太、 又賀大介                               |
| FILE:04 |          | EXTENDED 火海大楼      | People don't decide what to do only with the urge of their first impulse.                         | 舞城王太郎 | 碇谷敦     | 碇谷敦               | 碇谷敦、豆塚香                                    |
| FILE:05 |          | FALLEN 坠落世界        | The intention to kiss, and the one to kill.                                                       | 舞城王太郎 | 青柳隆平   | 青柳隆平             | 碇谷敦、渡邊八惠子、清水慶太 又賀大介、、井川典惠 |
| FILE:06 |          | CIRCLED 圆环世界       | It's OK to leave everything just as it is.                                                        | 舞城王太郎 | 久保田雄大 | 久保田雄大、栗山貴行 | 浅利步惟、豆塚香                                  |
| FILE:07 |          | THUNDERBOLTED 雷鸣世界 | Let us begin to make this world a better place.                                                   | 舞城王太郎 | 下平佑一   | 下平佑一             | 河合桃子、清水庆太、中村真悟                      |
| FILE:08 |          | DESERTIFIED 沙漠世界   | For you try to get out from a hell hole, you get trapped deeper there.                            | 舞城王太郎 | 又賀大介   | 又賀大介             | 又賀大介、井川典惠                                |
| FILE:09 |          | INSIDE-OUTED           | I'm not gonna die, you hear me?                                                                   | 舞城王太郎 | 碇谷敦     | 碇谷敦               | 碇谷敦、浅利步惟 豆塚香、清水庆太                 |
| FILE:10 |          | INSIDE-OUTED Ⅱ         | A beautiful world.                                                                                | 舞城王太郎 | 青木英     | 久保田雄大           | 碇谷敦、浅利步惟 豆塚香                           |
| FILE:11 |          | STORMED                | Like God, the creator of the world…                                                               | 舞城王太郎 | 青柳隆平   | 下平祐一             | 碇谷敦、井川典惠 清水慶太、河合桃子               |
| FILE:12 |          | CHANNELED              | I'm gonna tell you a secret of mine.                                                              | 舞城王太郎 | 青木英     | 青木英、又贺大介     | 又贺大介、浅利步惟、井川典惠                      |
| FILE:13 |          | CHANNELED II           | Sometimes it's important to put our hopes in a complete stranger who lives in a distant universe. | 舞城王太郎 | 青木英     | 青木英、久保田雄大   | 碇谷敦、清水庆太、河合桃子、又贺大介              |

### BD / DVD
| 卷數 | 發售日期      | 收錄話數        | 規格編號   | 規格編號   |
| 卷數 | 發售日期      | 收錄話數        | BD         | DVD        |
| ---- | ------------- | --------------- | ---------- | ---------- |
| 上   | 2020年4日24日 | 第1話 ~ 第6話   | KAXA-7901  |            |
| 1    | 2020年4日24日 | 第1話 ~ 第3話   |            | KABA-10841 |
| 2    | 2020年4日24日 | 第4話 ~ 第6話   | KABA-10842 |            |
| 下   | 2020年6日26日 | 第7話 ~ 第13話  | KAXA-7902  |            |
| 3    | 2020年6日26日 | 第7話 ~ 第10話  |            | KABA-10843 |
| 4    | 2020年6日26日 | 第11話 ~ 第13話 | KABA-10844 |            |

## 漫画
由小玉有起创作的漫画《ID:INVADED #BRAKE BROKEN》在《Young Ace》（KADOKAWA）2019年11月号上开始连载。漫画的情节与动画并不相同。

## 评价
作家深志美由纪对本作第一话评价“很有意思”。
这部作品在中国也很受欢迎，在bilibili上的番剧评分中位列第一（2020年2月23日）。主题曲《Mr. Fixer》在QQ音乐日本榜连续4周排名第一。